# Trindade (Goiás)
Trindade (Goiás) ist eine Stadt und Gemeinde (port.: município) in Brasilien des Bundesstaates Goiás mit einer Fläche von 719 km². Sie gehört zur Metropolregion Goiânia.
Nach statistischen Erhebungen von 2010 wurden 104.506 Einwohner ermittelt. Nationale Bekanntheit erlangte Trindade (Dreifaltigkeit) durch den etwa 18 km langen Pilgerweg O caminho da fé „Weg des Glaubens“ von Goiania nach Trindade.

## Geographische Lage
Trindade liegt ca. 15 km westlich von Goiânia auf 756 m Höhe und ist der Peripherie von Goiania zuzurechnen. Die mittlere Jahrestemperatur beträgt 23 °C bei einer mittleren jährlichen Niederschlagsmenge von 1600 mm/Jahr.

## Pilgerweg und Gemeinde
Der Pilgerweg beginnt in Goiania und endet in Trindade und wird gesäumt von 14 monumentalen Plastiken des Künstlers Omar Souto, die die Leiden Christi symbolisieren.
Im Zentrum der Stadt befindet sich die Fachwerk Basilika „Igreja Matriz“ aus dem 19. Jahrhundert. Historischen Angaben nach befindet sie sich an dem Ort, an welchem Constantino Xavier im Jahr 1840 ein Medaillon in der Tonerde fand, welche die Krönung der Jungfrau Maria durch die heilige Dreifaltigkeit darstellt. Dem Medaillon und Fundort werden wunderbringende Kräfte nachgesagt. Schon bald danach fanden sich die ersten Pilger ein und eine Wallfahrtskapelle wurde errichtet, um das Fundstück zu beherbergen. Laut Angaben von Oscar Leal wurden im Jahre 1890 bereits 15.000 Pilger gezählt.
Im Zuge der wachsenden Pilgerzahlen wurde 1943 der Grundstein für die moderne und großräumige Basilika do Divino Pai Eterno e Trindade gelegt. Auf dem Basilika Hügel befindet sich die im Jahr 2005 errichtete Installation einer Wallfahrtsgrotte zu Ehren der Jungfrau von Lourdes.
Ganz in der Nähe der modernen Basilika befinden sich als Teil kirchlicher Einrichtungen Unterkünfte für Kirchenbedienstete, Nonnen und Mönche sowie Sanatorien und Pflegeheime für sozial Bedürftige. Teile des finanziellen und materiellen Bedarfs zum Unterhalt dieser Einrichtungen werde durch Besucher und weite Teile der Bevölkerung getragen.

## Geschichte
Die Besiedlung begann nach dem Niedergang der Goldexploration etwa gegen Ende des achtzehnten Jahrhunderts als sich Goldsucher in der Region auf der Suche nach kultivierbarem Land niederließen. Zu dieser Zeit nannte sich die Region „barro preto“ und bedeutet so viel wie schwarzer Ton. Barro Preto wurde zu jener Zeit durch die Distriktbehörde in Santa Cruz verwaltet, welche 1776 gegründet wurde. Nach dem Fund des Marienmedaillons 1840 nahmen die Pilgerzahlen stetig zu. Die Prozessionen fanden bis 1891 ohne katholische Priester statt und erregten das Misstrauen des Bischofs von Goiás Dom Eduardo Silva. Schließlich wurden im Jahre 1894 deutsche Missionare des Redemptoristen Ordens berufen, welche nach Anfangsschwierigkeiten im Jahr 1895 ein Kloster in der Nähe der Kapelle „Igreja Matriz de Campinas“ gründeten. Ziel der Missionstätigkeit in Trindade war, die Prozession der Pilger durch katholische Priester und Geistliche zu leiten.